# Inscripción de Sitovo

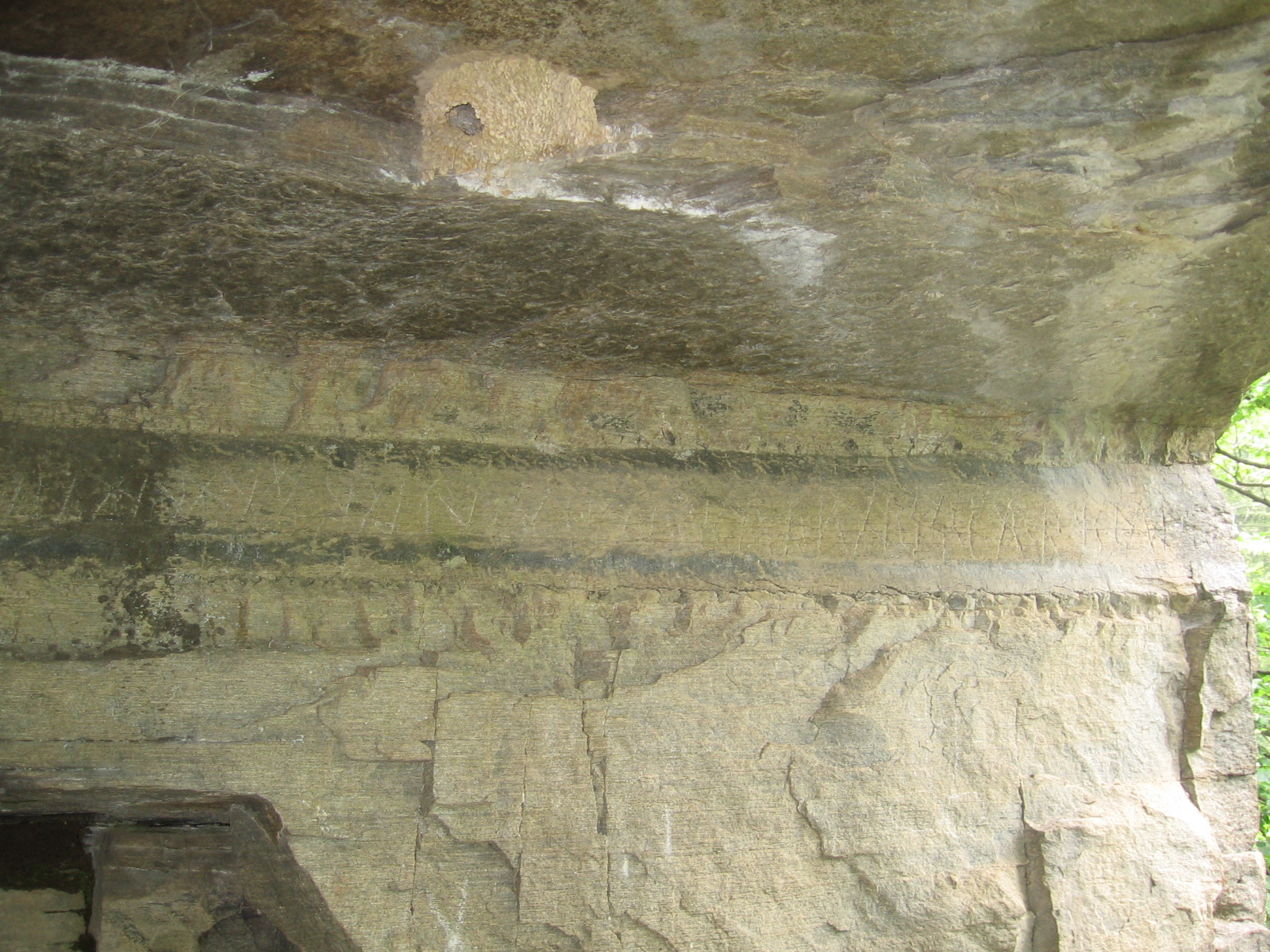
Inscripción de Sitovo

La inscripción de Sitovo es una inscripción prehistórica descubierta en 1928 por una expedición arqueológica dirigida por Alexander Peev en una cueva de Sitovo, cerca de la localidad de Plovdiv, en Bulgaria. Ha sido fechada como de alrededor del 1200 a. C. Se hizo pública en 1950 de la mano de Z. R. Morfova.

## Características
La inscripción consiste en dos líneas de 3,4 metros de largo, conteniendo signos de 40 centímetros de tamaño.

## Posibles traducciones
Han sido varios los intentos de traducción e interpretación llevados a cabo tanto por aficionados como por profesionales. La lengua de la inscripción podría ser una mezcla de antiguo idioma macedonio y frigio.